# Arthur Whitney
Arthur Whitney (20 ottobre 1957) è un informatico canadese.
È noto soprattutto per lo sviluppo dei linguaggi di programmazione A+ e K, che derivano dell'APL. Ha anche scritto il primo prototipo del J, che servì a Roger Hui come modello per lo sviluppo iniziale di questo linguaggio.
Whitney studiò matematica pura all'Università di Toronto (Canada) negli anni ottanta. Lavorò poi alla Stanford University (California, USA). Attualmente svolge il ruolo di CEO alla Kx Systems, della quale è cofondatore.